# Camponotus fryi
Camponotus fryi é uma espécie de inseto do gênero Camponotus, pertencente à família Formicidae.